# Samaila
Samaila (en serbe cyrillique : Самаила) est une localité de Serbie située sur le territoire de la ville de Kraljevo, district de Raška. Au recensement de 2011, elle comptait 1 472 habitants.
Samaila est officiellement classée parmi les villages de Serbie.

## Démographie

### Évolution historique de la population
| 1948  | 1953  | 1961  | 1971  | 1981  | 1991  | 2002  | 2011  |
| ----- | ----- | ----- | ----- | ----- | ----- | ----- | ----- |
| 1 866 | 1 933 | 1 963 | 1 902 | 1 905 | 1 783 | 1 636 | 1 472 |

|  |